# Хейл, Джонатан
Джонатан Хейл (англ. Jonathan Hale), имя при рождении Джонатан Хэтли (англ. Jonathan Hatley; 21 марта 1891 — 28 февраля 1966) — канадский актёр кино и телевидения, работавший в США в 1930—1960-х годах.
Самой известной и запоминающейся актёрской работой Хейла была роль босса Дэгвуда Бамстеда, Джей Си Дитерса, в серии фильмов о Блонди (1938—1943). Он также известен исполнением роли инспектора нью-йоркской полиции Фернака в серии детективных комедий о сыщике-любителе по прозвищу Святой, а также заметными ролями в нескольких фильмах о полицейском детективе Чарли Чане 1935—1937 годов.
Среди других известных фильмов с участием Хейла «Ярость» (1936), «Звезда родилась» (1937), «Жизнь даётся один раз» (1937), «Саратога» (1937), «Город мальчиков» (1938), «Джонни Белинда» (1948), «Звонить Нортсайд 777» (1948), «Источник» (1949), «Незнакомцы в поезде» (1951) и «Скандальная хроника» (1952).

## Ранние годы жизни и начало карьеры
Джонатан Хейл родился 21 марта 1891 года в Гамильтоне, Онтарио, Канада, в обеспеченной семье, его имя при рождении Джонатан Хэтли.
До начала актёрской карьеры Хейл состоял на дипломатической службе.

## Карьера в кинематографе
Хейл начал кинокарьеру в 1934 году, сыграв эпизодические роли сразу в пяти фильмах (в четырёх из них его имя не было указано в титрах), в том числе был зрителем в судебном зале в детективе про Перри Мейсона «Дело о воющей собаке» (1934), доктором — в мелодраме с Бетт Дейвис «Домохозяйка» (1934) и брокером в музыкальной комедии с Франшо Тоуном «Джентльменами рождаются» (1934). Год спустя Хейл появился в комедии братьев Маркс «Вечер в опере» (1935), где был сценическим менеджером, романтической комедии с Кэтрин Хепберн «Элис Адамс» (1935), где сыграл более заметную роль богатого человека, на бал к которому приглашена главная героиня. Он также исполнил небольшую роль врача в фильме ужасов с Борисом Карлоффом «Ворон» (1935) и роль конгрессмена в криминальной драме с Джеймсом Кэгни «Джимены» (1935). В детективной ленте «Секрет Чарли Чана» (1935) Хейл сыграл важную роль душеприказчика богатой семьи, который проигрался на бирже.
В 1936 году у Хейла было 26 картин. В частности, в криминальной драме со Спенсером Трейси «Ярость» (1936) он сыграл небольшую роль горожанина, в вестерне с Гэри Купером «Человек с равнины» (1936) он был армейским офицером, а в приключенческой мелодраме с Хамфри Богартом «Китайский клипер» (1936) у него была небольшая роль чиновника госдепартамента. В детективе «Чарли Чан на скачках» (1936) исполнил значительную роль крупного конезаводчика, а в комедии с Микки Руни «Дьявол в юбке» он сыграл судью. Год спустя Хейл появился в 23 фильмах, среди которых криминальная драма с Генри Фондой «Жизнь даётся один раз» (1937), где он был окружным прокурором, мелодрама «Звезда родилась» (1937), где он был судьёй и романтическая комедия с Кларком Гейблом «Саратога» (1937), где он получил заметную роль конезаводчика и отца главной героини (Джин Харлоу), умирающего на скачках. В шпионском детективе «Чарли Чан на Олимпийских играх» (1937) у Хейла была значимая роль авиаконструктора и владельца секретного прибора, за которым охотится иностранная разведка.
Хейл сыграл в 1938 году в 21 фильме, среди них первый детектив из цикла о сыщике-любителе о прозвищу Святой, «Святой в Нью-Йорке» (1938), где Хейл впервые появился в одной из ключевых ролей инспектора нью-йоркской полиции Фернака. В этом фильме Фернак сначала противостоит Святому (Луис Хейуорд), а затем помогает ему ликвидировать мафиозную группу, пытавшуюся взять под контроль Нью-Йорк. Хейл также сыграл заметную роль второго плана в драме о создании центра по работе с трудными подростками «Город мальчиков» (1938), где главная роль основателя и руководителя центра досталась Спенсеру Трейси.
В 1938 году Хейл дебютировал в фильме «Блонди» (1938), первом из 28 картин комедийного киносериала категории В о Блонди, который основан на популярном комиксе Чика Янга. В этом сериале Хейл играл Юлиуса Цезаря Дитерса, руководителя строительной компании и босса мужа главной героини. Несмотря на то, что «Хейл был выше ростом и выглядел более импозантно, чем похожий на гнома Дитерс из комиксов, он мгновенно стал синонимом этой роли», продолжая играть этого персонажа вплоть до «Счастливого дня Блонди» 1946 года (его голос был слышен и в финальном фильме серии «Берегись Блонди», хотя в этом фильме Дитерса сыграл Эдвард Эрл).
В 1939 году Хейл сыграл ещё в двух фильмах о Блонди — «Блонди знакомится с боссом» (1939) и «Блонди воспитывает малыша» (1939), а также вновь сыграл инспектора Фернака в детективной комедии с Джорджем Сандерсом «Святой наносит ответный удар» (1939). У него также были заметные роли второго плана в романтической мелодраме с Кэри Грантом «Лишь на словах» (1939), в криминальной комедии с Джоан Блонделл «Удивительный мистер Уильямс» (1939), где сыграл мэра, и в биографической драме «История Александра Грэхэма Белла» (1939) с Доном Амичи в главной роли, где Хейл был президентом «Вестерн Юнион». Всего в том году у Хейла было 14 фильмов.
Из десяти фильмов Хейла в 1940 году три были из цикла о Святом — «Святой берётся за дело» (1940), «Двойные неприятности Святого» (1940) и «Святой в Палм-Спрингс». Во всех трёх фильмах Хейл был комиссаром нью-йоркской полиции Фернаком, неглупым, но слегка простоватым полицейским детективом, который постоянно попадается на розыгрыши Святого (Джордж Сандерс), который в свою очередь фактически раскрывает за него дела. Хейл исполнил заметную роль врача в одном из первых фильмов нуар «Джонни Аполлон» (1940) с Тайроном Пауэром в заглавной роли. В течение года Хейл также появился в двух комедиях про молодую домохозяйку по прозвищу Блонди — «Блонди играет купидона» (1940) и «У Блонди проблема со служанкой» (1940). По замечанию многих критиков, роль Дитерса, босса мужа заглавной героини, была «самой известной и самой запоминающейся ролью» Хейла. В период с 1938 по 1946 год Хейл сыграл роль Дитерса в 16 из 28 фильмов о Блонди.
В 1941 году помимо двух фильмов о Блонди у Хейла были роли ещё в шести картинах, среди которых фильм нуар «Бегство от судьбы» (1941) с Томасом Митчеллом, где Хейл сыграл окружного прокурора, и комедия с Энн Сотерн «Мэйзи на ринге» (1941), где он был врачом. Год спустя у Хейла было три фильма о Блонди, а также роли второго плана в романтической комедии с Ширли Темпл «Мисс Энни Руни» (1942) и криминальном триллере с Лайонелом Бэрримором «Вызов доктора Гиллеспи» (1942). Самой заметной картиной Хейла 1943 года был военный нуарный триллер Фритца Ланга «Палачи тоже умирают!» (1943), где Хейл был одним из чехословацких борцов сопротивления. В том же году у актёра было ещё шесть фильмов, включая мюзикл с Бетти Грейбл «Милая Рози О’Грэйди» и музыкальную комедию с Диной Дурбин «Удивительная миссис Холлидэй» (1943), в которых у Хейла были роли второго плана.
Помимо роли доктора в фильме нуар с Лоном Чейни «Глаза мертвеца» (1944) Хейл сыграл в 1944 году небольшие роли ещё в семи фильмах, среди которых военная мелодрама «С тех пор как вы ушли» (1944) и мелодрама с Лореттой Янг «И теперь завтра» (1944). 1945 год ознаменовался девятью фильмами с участием Хейла, среди которых два фильма о Блонди, а также вестерн с Джоном Уэйном «Дакота» (1945), фильм ужасов «Призрак говорит» (1945), а также фильм нуар «Жёны фронтовиков» (1945), где Хейл сыграл бригадного генерала. В следующем году вышло десять фильмов, включая два фильма про Блонди, а также приключенческая фэнтези-комедия с Полом Муни «Ангел на моём плече» (1946), где Хейл был председателем гражданского комитета, детективная комедия «Кот крадётся» (1946) и романтическая комедия с Вэном Джонсоном «Легко жениться» (1946).
Хейл сыграл в шести фильмах следующего года, среди них драма о разработке ядерной бомбы «Начало или конец» (1947), где он был одним из учёных, фильм нуар с Робертом Тейлором «Высокая стена» (1947) и фантастическая комедия с Люсиль Болл «Романы её мужа» (1947). В 1948 году у Хейла была небольшая роль помощника губернатора штата в фильме нуар с Джеймсом Стюартом «Звонить: Нортсайд 777» (1948) и роль врача в драме о немой изнасилованной девушке «Джонни Белинда» (1948) с Джейн Уаймен в главной роли. Ещё одной картиной Хейла из восьми в том году был вестерн с Эрроллом Флинном «Серебряная река» (1948), где он сыграл армейского майора. Среди шести фильмов 1949 года наиболее заметными были драма с Гэри Купером «Источник» (1949), где Хейл сыграл руководителя архитектурной фирмы и отца главной героини, фильм нуар с Джорджем Рафтом «Опасная профессия» (1949), где он был адвокатом, и вестерн с Родом Камероном «Бегство» (1949).
В 1950 году Хейл сыграл губернатора в исторической криминальной драме с Винсентом Прайсом «Аризонский барон» (1950), был судьёй в криминальной комедии «Тройные неприятности» (1950), а также появился в роли второго плана в вестерне с Родом Камероном «Короткая трава» (1950).
После пяти картин годом ранее в 1951 году Хейл появился на экране шесть раз. Одной из его самых памятных актёрских работ стала «ключевая роль ненавистного отца Роберта Уокера в фильме Альфреда Хичкока „Незнакомцы в поезде“ (1951), хотя роль была ограничена небольшим числом реплик и единственным продолжительным эпизодом». Он также сыграл эпизодическую роль в криминальной драме с Диком Пауэллом «Высокая цель» (1951) и роль второго плана в фильме нуар с Ричардом Деннингом «Страховой следователь» (1951). Среди пяти его картин 1952 года были фильм нуар с Бродериком Кроуфордом «Скандальная хроника» (1952), где Хейл сыграл председателя совета учредителей крупной нью-йоркской газеты, криминальная комедия с Бобом Хоупом «Сын бледнолицего» (1952), где Хейл был губернатором, и фильм нуар с Уильямом Холденом «Стальная ловушка» (1952), где у Хейла была важная роль управляющего банком.
Среди четырёх фильмов 1953 года самым заметным был вестерн со Стерлингом Хейденом «Канзас Пасифик» (1953), где Хейл был президентом железной дороги, а в 1954 году он сыграл небольшую роль политика в вестерне с Барбарой Стэнвик «Королева скота из Монтаны» (1954). В единственной картине следующего года, фильме нуар «Ночью правит террор» (1955) Хейл появился в роли представителя телефонной компании, участвующего в поимке преступников. В 1956 году Хейл завершил свою кинокарьеру двумя малозначительными фильмами — вестерном «Трое вне закона» (1956) и приключенческой мелодрамой «Ягуар» (1956).

## Карьера на телевидении
Начиная с 1949 года, Хейл много работал на телевидении, сыграв вплоть до завершения карьеры в 1966 году в 50 эпизодах 32 различных сериалов. Он, в частности, снялся в таких сериалах, как «Сиско Кид» (1950, 2 эпизода), «Приключения Дикого Билла Хикока» (1951), «Скачущий по холмам» (1951, 2 эпизода), «Неожиданное» (1952), «Приключения Супермена» (1953, 2 эпизода), «Мистер и миссис Норт» (1954), «Театр у камина» (1953—1954, 4 эпизода), «Приключения Сокола» (1954, 2 эпизода), «Письмо к Лоретте» (1955), «Лесси» (1955), «Городской детектив» (1955), «Свистун» (1955, 2 эпизода), «Театр научной фантастики» (1955, 2 эпизода), «Перекрёсток» (1955—1956, 4 эпизода) и «Арест и судебное разбирательство» (1963).

## Актёрское амплуа и оценка творчества
Характерный актер канадского происхождения, Джонатан Хейл имел продолжительную актёрскую карьеру, снявшись более чем в 260 кинофильмах и телевизионных программах. Благодаря своей величественной осанке Хейл часто играл руководителей корпораций, военных офицеров и политиков высокого уровня, а также состоятельных бизнесменов.
Вероятно, более всего его помнят по постоянным ролям управляющего строительной компанией в комедийном киносериале о Блонди 1938—1946 годов и инспектора полиции в детективном киносериале о Соколе 1939—1940 годов.

## Личная жизнь
Джонатан Хейл был женат дважды. В первом браке у него было двое детей. В 1920 году Хейл женился на Хестер Хайд (англ. Hester Hyde), с которой прожил до своей смерти в 1966 году. У пары было трое детей — Джонатан, Артур и Питер.

## Смерть
28 февраля 1966 года в возрасте 74 лет Джонатан Хейл покончил жизнь самоубийством, застрелившись из пистолета в Загородном доме и больнице для деятелей кино и телевидения в Вудленд-Хиллз, Лос-Анджелес, Калифорния. В качестве причин самоубийства назывались тяжёлая болезнь и личные мотивы.
Через несколько месяцев после его ухода из жизни по телевидению были впервые продемонстрированы фильмы серии о Блонди, которые принесли актёру известность в 1930-е и 1940-е годы.

## Фильмография
| Год         |     | Русское название                 | Оригинальное название              | Роль                                                                                         |
| ----------- | --- | -------------------------------- | ---------------------------------- | -------------------------------------------------------------------------------------------- |
| 1934        | ф   | Молния бьёт дважды               | Lightning Strikes Twice            | капитан Хобарт Нельсон (в титрах указан как Джон Хейл)                                       |
| 1934        | ф   | Дело о воющей собаке             | The Case of the Howling Dog        | зритель в судебном зале (в титрах не указан)                                                 |
| 1934        | ф   | Джентльменами рождаются          | Gentlemen Are Born                 | второй брокер (в титрах не указан)                                                           |
| 1934        | ф   | Домохозяйка                      | Housewife                          | доктор (в титрах не указан)                                                                  |
| 1934        | ф   | Потерявшаяся леди                | A Lost Lady                        | (в титрах не указан)                                                                         |
| 1935        | ф   | Элис Адамс                       | Alice Adams                        | мистер Палмер                                                                                |
| 1935        | ф   | Джимены                          | «G» Men                            | конгрессмен (в титрах не указан)                                                             |
| 1935        | ф   | Если бы вы только умели готовить | If You Could Only Cook             | Генри Браун, член совета директоров (в титрах не указан)                                     |
| 1935        | ф   | Они своё получат                 | Let 'em Have It                    | эксперт с микроскопом (в титрах не указан)                                                   |
| 1935        | ф   | Военно-морская жена              | Navy Wife                          | Нортон (в титрах не указан)                                                                  |
| 1935        | ф   | Вечер в опере                    | A Night at the Opera               | сценический менеджер в ложе, который объявляет об исчезновении Готтлиба (в титрах не указан) |
| 1935        | ф   | Вечер в «Ритце»                  | A Night at the Ritz                | директор (в титрах не указан)                                                                |
| 1935        | ф   | Ночь в Нью-Йорке                 | One New York Night                 | мистер Стоукс (в титрах не указан)                                                           |
| 1935        | ф   | Мисс Глори                       | Page Miss Glory                    | муж на железнодорожной станции (в титрах не указан)                                          |
| 1935        | ф   | Народный герой № 1               | Public Hero Number 1               | член тюремного совета (в титрах не указан)                                                   |
| 1935        | ф   | Ворон                            | The Raven                          | доктор на кровати справа от Джерри (в титрах не указан)                                      |
| 1935        | ф   | Трое детей и королева            | 3 Kids and a Queen                 | гангстер (в титрах не указан)                                                                |
| 1935        | ф   | Слишком крут, чтобы убивать      | Too Tough to Kill                  | председатель совета (в титрах не указан)                                                     |
| 1935        | ф   | Вызов Дэна Мэтьюза               | The Calling of Dan Matthews        | владелец клуба (в титрах не указан)                                                          |
| 1935        | кор | Водитель на аварии               | Hit-and-Run Driver                 | капитан Джеймс (в титрах не указан)                                                          |
| 1936        | ф   | Три живых приведения             | Three Live Ghosts                  | детектив Болтон                                                                              |
| 1936        | ф   | 36 часов на убийство             | 36 Hours to Kill                   | кондуктор                                                                                    |
| 1936        | ф   | Обвиняющий перст                 | The Accusing Finger                | специальный обвинитель                                                                       |
| 1936        | ф   | Дело против миссис Эймс          | The Case Against Mrs. Ames         | судья в первом процессе                                                                      |
| 1936        | ф   | Чарли Чан на скачках             | Charlie Chan at the Race Track     | Уоррен Фентон                                                                                |
| 1936        | ф   | Секрет Чарли Чана                | Charlie Chan's Secret              | Уоррен Т. Фелпс                                                                              |
| 1936        | ф   | Дьявол в юбке                    | The Devil Is a Sissy               | судья Холмс                                                                                  |
| 1936        | ф   | Обучающий отец                   | Educating Father                   | Фред Хамфри                                                                                  |
| 1936        | ф   | Стюардесса                       | Flying Hostess                     | Кендалл                                                                                      |
| 1936        | ф   | Ярость                           | Fury                               | адвокат защиты                                                                               |
| 1936        | ф   | Беззаботный                      | Happy-Go-Lucky                     | Джей Лэнсинг Беннетт                                                                         |
| 1936        | ф   | Слишком много родитилей          | Too Many Parents                   | судья                                                                                        |
| 1936        | ф   | Голос Багл Энн                   | The Voice of Bugle Ann             | окружной прокурор                                                                            |
| 1936        | ф   | Рожденная танцевать              | Born to Dance                      | Гектор, обозреватель (в титрах не указан)                                                    |
| 1936        | ф   | Китайский клипер                 | China Clipper                      | чиновник госдепартамента (в титрах не указан)                                                |
| 1936        | ф   | Вдоль по улице                   | Down the Stretch                   | секретарь М. Л. Лайон (в титрах не указан)                                                   |
| 1936        | ф   | Легко взять                      | Easy to Take                       | мистер Харди (в титрах не указан)                                                            |
| 1936        | ф   | Великолепный грубиян             | The Magnificent Brute              | официальное лицо (в титрах не указан)                                                        |
| 1936        | ф   | Паника в воздухе                 | Panic on the Air                   | Джонсон (в титрах не указан)                                                                 |
| 1936        | ф   | Условный срок                    | Parole!                            | член совета по условно-досрочному освобождению (в титрах не указан)                          |
| 1936        | ф   | Человек с равнины                | The Plainsman                      | майор (в титрах не указан)                                                                   |
| 1936        | ф   | Поющий ребенок                   | The Singing Kid                    | доктор Браун (в титрах не указан)                                                            |
| 1936        | ф   | Расточитель                      | Spendthrift                        | адвокат (в титрах не указан)                                                                 |
| 1936        | ф   | Золото Саттера                   | Sutter's Gold                      | обвинитель (в титрах не указан)                                                              |
| 1936        | ф   | Ты можешь быть следующим!        | You May Be Next!                   | армейский офицер (в титрах не указан)                                                        |
| 1936        | ф   | Таинственное пересечение         | Mysterious Crossing                | Гарленд, банкир (в титрах не указан)                                                         |
| 1936        | ф   | Грешник забирает всё             | Sinner Take All                    | доктор Харрисон (в титрах не указан)                                                         |
| 1937        | ф   | Она опасна                       | She's Dangerous                    | Чарльз Фитцджеральд                                                                          |
| 1937        | ф   | Девушка большого города          | Big Town Girl                      | Хершелл                                                                                      |
| 1937        | ф   | Карнавальная королева            | Carnival Queen                     | Роберт Джейкоби                                                                              |
| 1937        | ф   | Чарли Чан на Олимпийских играх   | Charlie Chan at the Olympics       | Хопкинс                                                                                      |
| 1937        | ф   | Осторожно, любовь за работой     | Danger - Love at Work              | Парсонс                                                                                      |
| 1937        | ф   | Сосланный в Шанхай               | Exiled to Shanghai                 | Джей Б. Уиллет                                                                               |
| 1937        | ф   | Женщина Джона Мида               | John Meade's Woman                 | мистер Мелтон                                                                                |
| 1937        | ф   | Лига испуганных мужчин           | The League of Frightened Men       | Александер Драммонд                                                                          |
| 1937        | ф   | Мадам Икс                        | Madame X                           | Хью Фэриман-старший                                                                          |
| 1937        | ф   | Человек народа                   | Man of the People                  | Картер Спетнер                                                                               |
| 1937        | ф   | Полуночная мадонна               | Midnight Madonna                   | Стюарт Киркленд                                                                              |
| 1937        | ф   | Рэкетиры в ссылке                | Racketeers in Exile                | Олден Паркер                                                                                 |
| 1937        | ф   | Саратога                         | Saratoga                           | Фрэнк Клейтон                                                                                |
| 1937        | ф   | Агент президента                 | This Is My Affair                  | судья                                                                                        |
| 1937        | ф   | Человек, нашедший себя           | The Man Who Found Himself          | доктор Том Смит (в титрах не указан)                                                         |
| 1937        | ф   | Дневник доктора                  | A Doctor's Diary                   | мистер Уильямс (в титрах не указан)                                                          |
| 1937        | ф   | Изгой                            | Outcast                            | судья (в титрах не указан)                                                                   |
| 1937        | ф   | Морские дьяволы                  | Sea Devils                         | председатель трибунала (в титрах не указан)                                                  |
| 1937        | ф   | Звезда родилась                  | A Star Is Born                     | судья Джордж Джей Пэррис (в титрах не указан)                                                |
| 1937        | ф   | Крылья над Гонолулу              | Wings Over Honolulu                | военный прокурор (в титрах не указан)                                                        |
| 1937        | ф   | Удачу не купишь                  | You Can't Buy Luck                 | обвинитель (в титрах не указан)                                                              |
| 1937        | ф   | Жизнь даётся один раз            | You Only Live Once                 | окружной прокурор (в титрах не указан)                                                       |
| 1938        | ф   | Арсен Люпен возвращается         | Arsène Lupin Returns               | специальный агент ФБР                                                                        |
| 1938        | ф   | Блонди                           | Blondie                            | Джей Си Дитерс                                                                               |
| 1938        | ф   | Город мальчиков                  | Boys Town                          | Джон Харгрейвс                                                                               |
| 1938        | ф   | Разбивая лёд                     | Breaking the Ice                   | Кейн                                                                                         |
| 1938        | ф   | Герцог Вест-Поинта               | The Duke of West Point             | полковник Эрли                                                                               |
| 1938        | ф   | Первые сто лет                   | The First Hundred Years            | судья Паркер                                                                                 |
| 1938        | ф   | Беглецы на ночь                  | Fugitives for a Night              | капитан полиции                                                                              |
| 1938        | ф   | Банды Нью-Йорка                  | Gangs of New York                  | начальник тюрьмы                                                                             |
| 1938        | ф   | Её любовь джунглей               | Her Jungle Love                    | Джей Си Мартин                                                                               |
| 1938        | ф   | Дети судьи Харди                 | Judge Hardy's Children             | Джон Ли                                                                                      |
| 1938        | ф   | За стеной                        | Over the Wall                      | губернатор                                                                                   |
| 1938        | ф   | Демон дороги                     | Road Demon                         | Андерсон                                                                                     |
| 1938        | ф   | Святой в Нью-Йорке               | The Saint in New York              | инспектор Генри Фернак                                                                       |
| 1938        | ф   | Запятнанный ангел                | Tarnished Angel                    | детектив сержант Эдвард Креймер                                                              |
| 1938        | ф   | Жены под подозрением             | Wives Under Suspicion              | Эллисон                                                                                      |
| 1938        | ф   | Жёлтый флаг                      | Yellow Jack                        | генерал-майор Леонард Вуд                                                                    |
| 1938        | ф   | Вот снова эта женщина            | There's That Woman Again           | Рольф Дэвис                                                                                  |
| 1938        | ф   | Люди с крыльями                  | Men with Wings                     | Лонг (в титрах не указан)                                                                    |
| 1938        | ф   | Криминальная сеть                | Crime Ring                         | президент банка (в титрах не указан)                                                         |
| 1938        | ф   | Остров в небесах                 | Island in the Sky                  | начальник тюрьмы Мэтьюз (в титрах не указан)                                                 |
| 1938        | ф   | Рекомендательное письмо          | Letter of Introduction             | Лу Вудсток (в титрах не указан)                                                              |
| 1938        | ф   | Без ума от музыки                | Mad About Music                    | прокурор, фильм в фильме (в титрах не указан)                                                |
| 1939        | ф   | Удивительный мистер Уильямс      | The Amazing Mr. Williams           | мэр                                                                                          |
| 1939        | ф   | Баррикада                        | Barricade                          | помощник госсекретаря                                                                        |
| 1939        | ф   | Большой парень                   | The Big Guy                        | Джек Лэнг                                                                                    |
| 1939        | ф   | Блоди воспитывает ребёнка        | Blondie Brings Up Baby             | Джей Си. Дитерс                                                                              |
| 1939        | ф   | Блоди знакомится с боссом        | Blondie Meets the Boss             | Джей Си. Дитерс                                                                              |
| 1939        | ф   | Лишь на словах                   | In Name Only                       | доктор Гейтсон                                                                               |
| 1939        | ф   | В старом Монтерее                | In Old Monterey                    | Стивенсон                                                                                    |
| 1939        | ф   | Святой наносит ответный удар     | The Saint Strikes Back             | инспектор Генри Фернак                                                                       |
| 1939        | ф   | Встань и дерись                  | Stand Up and Fight                 | полковник Уэбб                                                                               |
| 1939        | ф   | История Александра Грейама Белла | The Story of Alexander Graham Bell | президент «Вестерн Юнион»                                                                    |
| 1939        | ф   | Гром на поверхности              | Thunder Afloat                     | адмирал Джирард                                                                              |
| 1939        | ф   | Крылья флота                     | Wings of the Navy                  | комендант                                                                                    |
| 1939        | кор | Один против мира                 | One Against the World              | доктор Эфраим Макдауэлл                                                                      |
| 1939        | ф   | Беглец на свободе                | Fugitive at Large                  | начальник тюрьмы (в титрах не указан)                                                        |
| 1939        | ф   | Неуправляемый штопор             | Tail Spin                          | дающий старт (в титрах не указан)                                                            |
| 1939        | ф   | Страна свободы                   | Land of Liberty                    | (хроника)                                                                                    |
| 1940        | ф   | У Блонди проблема со служанкой   | Blondie Has Servant Trouble        | Джей Си. Дитерс                                                                              |
| 1940        | ф   | Блонди играет в купидона         | Blondie Plays Cupid                | Джей Си. Дитерс                                                                              |
| 1940        | ф   | Дульчи                           | Dulcy                              | Гомер Паттерсон                                                                              |
| 1940        | ф   | Джонни Аполлон                   | Johnny Apollo                      | доктор Браун                                                                                 |
| 1940        | ф   | Мелодия полночь                  | Melody and Moonlight               | Отис Барнетт                                                                                 |
| 1940        | ф   | Частные дела                     | Private Affairs                    | Джордж Гилкин                                                                                |
| 1940        | ф   | Святой берётся за дело           | The Saint Takes Over               | инспектор Генри Фернак                                                                       |
| 1940        | ф   | Двойные неприятности Святого     | The Saint's Double Trouble         | инспектор Генри Фернак                                                                       |
| 1940        | ф   | Мы, которые молоды               | We Who Are Young                   | Брэддок                                                                                      |
| 1941        | ф   | Блонди - латинамериканка         | Blondie Goes Latin                 | мистер Джей Си. Дитерс                                                                       |
| 1941        | ф   | Блонди в обществе                | Blondie in Society                 | мистер Джей Си. Дитерс                                                                       |
| 1941        | ф   | Бегство от судьбы                | Flight from Destiny                | окружной прокурор                                                                            |
| 1941        | ф   | Великая афера                    | The Great Swindle                  | Свэнн                                                                                        |
| 1941        | ф   | Ее первый кавалер                | Her First Beau                     | мистер Хэррис                                                                                |
| 1941        | ф   | Парень из Питтсбурга             | The Pittsburgh Kid                 | Макс Эллисон                                                                                 |
| 1941        | ф   | Мейзи на ринге                   | Ringside Maisie                    | доктор Креймер                                                                               |
| 1941        | ф   | Святой в Палм-Спрингс            | The Saint in Palm Springs          | инспектор Генри Фернак                                                                       |
| 1941        | ф   | Странное алиби                   | Strange Alibi                      | Шеф Спрэгью                                                                                  |
| 1942        | ф   | Звуки горна                      | The Bugle Sounds                   | бригадный генерал                                                                            |
| 1942        | ф   | Блонди идёт в колледж            | Blondie Goes to College            | Джей Си. Дитерс                                                                              |
| 1942        | ф   | Блонди за победу                 | Blondie for Victory                | Джей Си. Дитерс                                                                              |
| 1942        | ф   | Благословенное событие Блонди    | Blondie's Blessed Event            | Джей Си. Дитерс                                                                              |
| 1942        | ф   | Вызов доктора Гиллеспи           | Calling Dr. Gillespie              | Фрэнк Маршалл Тодвелл                                                                        |
| 1942        | ф   | Капитан авиации                  | Flight Lieutenant                  | Джозеф Сэнфорд                                                                               |
| 1942        | ф   | Джо Смит, американец             | Joe Smith, American                | Блейк Маккеттрик                                                                             |
| 1942        | ф   | Рейнджер с одинокой звездой      | Lone Star Ranger                   | судья Лонгстрет                                                                              |
| 1942        | ф   | Мисс Анни Руни                   | Miss Annie Rooney                  | мистер Уайт                                                                                  |
| 1943        | ф   | Удивительная миссис Холлидэй     | The Amazing Mrs. Holliday          | Фергюсон                                                                                     |
| 1943        | ф   | Очарование света рампы           | Footlight Glamour                  | Джей Си. Дитерс                                                                              |
| 1943        | ф   | Палачи тоже умирают!             | Hangmen Also Die!                  | Дедик                                                                                        |
| 1943        | ф   | Это великолепная жизнь           | It's a Great Life                  | Джей Си. Дитерс                                                                              |
| 1943        | ф   | Джек Лондон                      | Jack London                        | Кервин Максвелл                                                                              |
| 1943        | ф   | Ничья дорогая                    | Nobody's Darling                   | Джейсон Роудс                                                                                |
| 1943        | ф   | Милая Рози О'Грэйди              | Sweet Rosie O'Grady                | мистер Фокс                                                                                  |
| 1943        | ф   | Кое-что о солдате                | There's Something About a Soldier  | генерал Соммертон                                                                            |
| 1943        | кор | Задний стрелок                   | The Rear Gunner                    | командир                                                                                     |
| 1944        | ф   | Чёрный парашют                   | The Black Parachute                | король Стефан                                                                                |
| 1944        | ф   | Глаза мертвеца                   | Dead Man's Eyes                    | доктор Сэм Уэллс                                                                             |
| 1944        | ф   | Конец пути                       | End of the Road                    | Грегори Маккюн                                                                               |
| 1944        | ф   | Мой приятель                     | My Buddy                           | сенатор Генри                                                                                |
| 1944        | ф   | Вот это жизнь                    | This Is the Life                   | доктор Плам                                                                                  |
| 1944        | ф   | Жёны фронтовиков                 | Allotment Wives                    | бригадный генерал Х. Х. Гилберт                                                              |
| 1944        | ф   | Сейчас и завтра                  | And Now Tomorrow                   | доктор Слоун (в титрах не указан)                                                            |
| 1944        | ф   | Голливудская лавка для войск     | Hollywood Canteen                  | мистер Бродел (в титрах не указан)                                                           |
| 1944        | ф   | С тех пор как вы ушли            | Since You Went Away                | кондуктор поезда (в титрах не указан)                                                        |
| 1944        | кор | Сторожевая башня на завтра       | Watchtower Over Tomorrow           | (в титрах не указан)                                                                         |
| 1945        | ф   | Дакота                           | Dakota                             | полковник Уорбин                                                                             |
| 1945        | ф   | Развод                           | Divorce                            | судья Конлон                                                                                 |
| 1945        | ф   | Медовый месяц солдата            | G.I. Honeymoon                     | полковник Хаммерхед Смит                                                                     |
| 1945        | ф   | Странный мистер Грегори          | The Strange Mr. Gregory            | Блэйр, адвокат защиты                                                                        |
| 1945        | ф   | Leave It to Blondie              | Оставьте это Блонди                | Джей Си. Дитерс                                                                              |
| 1945        | ф   | Боже мой                         | Man Alive                          | Осборн                                                                                       |
| 1945        | ф   | Призрак говорит                  | The Phantom Speaks                 | Оуэн Макаллистер                                                                             |
| 1945        | ф   | Жизнь с Блонди                   | Life with Blondie                  | Джей Си Дитерс                                                                               |
| 1946        | ф   | Блонди знает лучше               | Blondie Knows Best                 | Джей Си Дитерс                                                                               |
| 1946        | ф   | Счастливый день Блонди           | Blondie's Lucky Day                | Джей Си Дитерс                                                                               |
| 1946        | ф   | Крадущийся кот                   | The Cat Creeps                     | Уолтер Эллиот                                                                                |
| 1946        | ф   | Легко жениться                   | Easy to Wed                        | Гектор Босвелл                                                                               |
| 1946        | ф   | Глубокие клинки                  | Gay Blades                         | Уиттлси                                                                                      |
| 1946        | ф   | Ритм речной лодки                | Riverboat Rhythm                   | полковник Эдвард Билер                                                                       |
| 1946        | ф   | Стены начали рушиться            | The Walls Came Tumbling Down       | капитан полиции Гриффин                                                                      |
| 1946        | ф   | Требуется жена                   | Wife Wanted                        | Филлип Конуэй                                                                                |
| 1946        | ф   | Едем домой                       | Rolling Home                       | Генри Кейн                                                                                   |
| 1946        | ф   | Ангел на моём плече              | Angel on My Shoulder               | председатель комитета граждан (в титрах не указан)                                           |
| 1947        | ф   | Начало или конец                 | The Beginning or the End           | доктор Ванневар Буш                                                                          |
| 1947        | ф   | Чёрное золото                    | Black Gold                         | сенатор Уоткинс                                                                              |
| 1947        | ф   | Приpрак раpбушевался             | The Ghost Goes Wild                | Макс Эттербери                                                                               |
| 1947        | ф   | Романы ее мужа                   | Her Husband's Affairs              | губернатор Фокс                                                                              |
| 1947        | ф   | Высокая стена                    | High Wall                          | Эмори Гаррисон                                                                               |
| 1947        | ф   | Возвращение вигилантов           | The Vigilantes Return              | судья Холден                                                                                 |
| 1948        | ф   | Катастрофа                       | Disaster                           | комиссар полиции Джером                                                                      |
| 1948        | ф   | Майкл О’Халлоран                 | Michael O'Halloran                 | судья Шеффнер                                                                                |
| 1948        | ф   | Рокки                            | Rocky                              | Кеннет Форрестер                                                                             |
| 1948        | ф   | Серебряная река                  | Silver River                       | майор Спенсер                                                                                |
| 1948        | ф   | Звонить: Нортсайд 777            | Call Northside 777                 | Роберт Винстон (в титрах не указан)                                                          |
| 1948        | ф   | Джонни Белинда                   | Johnny Belinda                     | доктор Хорас М. Грэй (в титрах не указан)                                                    |
| 1948        | ф   | Корни                            | Tap Roots                          | генерал Джонстон (в титрах не указан)                                                        |
| 1949        | ф   | Судья                            | The Judge                          | судья Аллан Джей Брукс                                                                       |
| 1949        | ф   | Бегство                          | Stampede                           | Вэрик                                                                                        |
| 1949        | ф   | Досье-649                        | State Department: File 649         | генеральный директор                                                                         |
| 1949        | ф   | Роза Юкона                       | Rose of the Yukon                  | генерал Батлер                                                                               |
| 1949        | кор | Дикая собака                     | Dog of the Wild                    |                                                                                              |
| 1949        | ф   | Опасная профессия                | A Dangerous Profession             | Роджер Леннерт, адвокат Люси (в титрах не указан)                                            |
| 1949        | ф   | Источник                         | The Fountainhead                   | Гай Фрэнкон (в титрах не указан)                                                             |
| 1949        | с   | Джексон и Джилл                  | Jackson and Jill                   | (1 эпизод)                                                                                   |
| 1950        | ф   | Аризонский барон                 | The Baron of Arizona               | губернатор                                                                                   |
| 1950        | ф   | Федеральный агент в бегах        | Federal Agent at Large             | Джеймс Гудвин                                                                                |
| 1950        | ф   | Короткая трава                   | Short Grass                        | Чарли Биссел                                                                                 |
| 1950        | ф   | Три мужа                         | Three Husbands                     | Эдвард Уорберман, адвокат                                                                    |
| 1950        | ф   | Тройные неприятности             | Triple Trouble                     | судья                                                                                        |
| 1950        | с   | Сиско Кид                        | The Cisco Kid                      | Билли Оуэнс (2 эпизода)                                                                      |
| 1951        | ф   | Флот вперёд!                     | Let's Go Navy!                     | капитан                                                                                      |
| 1951        | ф   | Король родео и сеньорита         | Rodeo King and the Senorita        | доктор Сэндс                                                                                 |
| 1951        | ф   | Незнакомцы в поезде              | Strangers on a Train               | мистер Энтони                                                                                |
| 1951        | ф   | Солнечная сторона улицы          | Sunny Side of the Street           | Сайрус Пелли                                                                                 |
| 1951        | ф   | Страховой следователь            | Insurance Investigator             | Расселл Джеймс                                                                               |
| 1951        | ф   | Высокая цель                     | The Tall Target                    | пассажир из Каролины (в титрах не указан)                                                    |
| 1951        | с   | Приключения Дикого Билла Хикока  | Adventures of Wild Bill Hickock    | генерал (1 эпизод)                                                                           |
| 1951        | с   | Скачущий по хребтам              | The Range Rider                    | разные роли (2 эпизода)                                                                      |
| 1952        | ф   | Скандальная хроника              | Scandal Sheet                      | Фрэнк Мэдисон                                                                                |
| 1952        | ф   | Стальная ловушка                 | The Steel Trap                     | Том Бауэрс                                                                                   |
| 1952        | ф   | Пылающее желание                 | The Flaming Urge                   | мистер Чалмерс                                                                               |
| 1952        | ф   | За южными границами              | Behind Southern Lines              | генерал (хроника)                                                                            |
| 1952        | ф   | Карабин Уильямса                 | Carbine Williams                   | судья Лейн (в титрах на указан)                                                              |
| 1952        | ф   | Сын бледнолицего                 | Son of Paleface                    | губернатор Фриман (в титрах на указан)                                                       |
| 1952        | ф   | Молодой человек с идеями         | Young Man with Ideas               | Стэнли Риксон (в титрах на указан)                                                           |
| 1952        | с   | Мой герой                        | My Hero                            | судья (1 эпизод)                                                                             |
| 1952        | с   | Неожиданное                      | The Unexpected                     | Сивер (1 эпизод)                                                                             |
| 1952— 1953  | с   | Ковбои-джимены                   | Cowboy G-Men                       | разные роли (2 эпизода)                                                                      |
| 1952— 1955  | с   | Театр звёзд «Шлитца»             | Studio 57                          | доктор Кеннеди (2 эпизода)                                                                   |
| 1953        | ф   | Канзас Пасифик                   | Kansas Pacific                     | мистер Чалмерс                                                                               |
| 1953        | ф   | Пылающее желание                 | The Flaming Urge                   | Шерман Джонсон                                                                               |
| 1953        | ф   | Такси                            | Taxi                               | мистер Баркер (в титрах на указан)                                                           |
| 1953        | ф   | Она не могла сказать нет         | She Couldn't Say No                | Джон Бентли (в титрах на указан)                                                             |
| 1953        | с   | Приключения Супермена            | The Adventures of Superman         | разные роли (2 эпизода)                                                                      |
| 1953 —1954  | с   | Театр у камина                   | Fireside Theatre                   | разные роли (2 эпизода)                                                                      |
| 1953 —1955  | с   | Кавалькада Америки               | Cavalcade of America               | разные роли (4 эпизода)                                                                      |
| 1954        | ф   | Даффи из Сан-Квентина            | Duffy of San Quentin               | Бойд                                                                                         |
| 1954        | ф   | Королева скота из Монтаны        | Cattle Queen of Montana            | политик (в титрах на указан)                                                                 |
| 1954        | ф   | Мужчины сражающейся леди         | Men of the Fighting Lady           | комментатор домашнего фильма (в титрах на указан)                                            |
| 1954        | ф   | Супермен в Скотланд Ярде         | Superman in Scotland Yard          | профессор Робертс (в титрах на указан)                                                       |
| 1954        | с   | Телевизионный театр «Форда»      | The Ford Television Theatre        | судья Танберг (1 эпизод)                                                                     |
| 1954        | с   | Приключения Сокола               | Adventures of the Falcon           | разные роли (2 эпизода)                                                                      |
| 1954        | с   | Театр «Дженерал Электрик»        | General Electric Theater           | (1 эпизод)                                                                                   |
| 1954        | с   | Миссис и мистер Норт             | Mr. And Mrs. North                 | Дин Ховард (1 эпизод)                                                                        |
| 1954        | с   | Студия 57                        | Studio 57                          | (1 эпизод)                                                                                   |
| 1954 —1955  | с   | Театр «Пепси-Колы»               | The Pepsi-Cola Playhouse           | разные роли (2 эпизода)                                                                      |
| 1955        | ф   | Ночью правит террор              | The Night Holds Terror             | Боб Хендерсон                                                                                |
| 1955        | с   | Лесси                            | Lassie                             | Уолтер Бартон (1 эпизод)                                                                     |
| 1955        | с   | Свистун                          | The Whistler                       | разные роли (2 эпизода)                                                                      |
| 1955        | с   | Солдаты удачи                    | Soldiers of Fortune                | представитель корпуса Элни (1 эпизод)                                                        |
| 1955        | с   | Городской детектив               | City Detective                     | Кейн (1 эпизод)                                                                              |
| 1955        | с   | «Ридерс дайджест» на ТВ          | TV Reader's Digest                 | (1 эпизод)                                                                                   |
| 1955        | с   | Звезда и история                 | The Star and the Story             | (1 эпизод)                                                                                   |
| 1955        | с   | Театр научной фантастики         | Science Fiction Theatre            | разные роли (2 эпизода)                                                                      |
| 1955        | с   | Театр кинорежиссёров             | Screen Directors Playhouse         | мэр (1 эпизод)                                                                               |
| 1955        | с   | Письмо к Лоретте                 | Letter to Loretta                  | Харрис Дэвис (1 эпизод)                                                                      |
| 1955 — 1956 | с   | Перекрёсток                      | Crossroads                         | разные роли (4 эпизода)                                                                      |
| 1956        | ф   | Ягуар                            | Jaguar                             | доктор Пауэлл                                                                                |
| 1956        | ф   | Трое вне закона                  | Jaguar                             | Пинкертон                                                                                    |
| 1956        | с   | Храбрый орёл                     | Brave Eagle                        | (1 эпизод)                                                                                   |
| 1956        | с   | Наша мисс Брукс                  | Hour Miss Brooks                   | Леланд Чини (1 эпизод)                                                                       |
| 1956        | с   | Диснейленд                       | Disneyland                         | Джей А. Тёрнер (1 эпизод)                                                                    |
| 1960        | тф  | Полная скорость куда угодно      | Full Speed for Anywhere            |                                                                                              |
| 1963        | с   | Арест и судебное разбирательство | Arrest and Trial                   | медэксперт (1 эпизод)                                                                        |
| 1965        | с   | Театр саспенса «Крафт»           | Kraft Suspense Theatre             | медэксперт (1 эпизод)                                                                        |